# Julio César Herrera
Julio César Herrera Neira (Bogotá, 11 de julio de 1969) es un conocido actor de cine y televisión colombiano.
Ha trabajado en varias telenovelas. pero con la que se dio a conocer fue en Yo soy Betty, la fea donde era Freddy Stewart Contreras, mensajero de la empresa EcoModa y enamorado de Aura María Fuentes, que era interpretada por Estefanía Gómez.
En 2008 hizo una pequeña participación especial en la telenovela Doña Bárbara donde era Apolinar Prieto.

## Filmografía

### Televisión
| Año       | Título                              | Personaje                  | Canal              |
| --------- | ----------------------------------- | -------------------------- | ------------------ |
| 2024-2025 | Betty, la fea: la historia continúa | Freddy Stewart Contreras   | Prime Video        |
| 2020      | El juicio de Conde                  |                            | Canal Tro          |
| 2020-2021 | Chichipatos                         | El Capi González           | Netflix            |
| 2019      | Tormenta de amor                    | Poncho Lasso               | Canal RCN          |
| 2017-2018 | Sin senos sí hay paraíso            | Presentador                | Telemundo          |
| 2015      | Laura, la santa colombiana          | Padre Perdomo              | Caracol Televisión |
| 2013      | La hipocondríaca                    | Mario Herrera              | Caracol Televisión |
| 2013      | Amo de casa                         | Profesor Arango            | Canal RCN          |
| 2010-2011 | A mano limpia                       | Don Tony                   | Canal RCN          |
| 2009      | Las detectivas y el Víctor          | Elkin Navas                | Canal RCN          |
| 2008-2009 | Doña Bárbara                        | Apolinar Prieto            | Telemundo          |
| 2008      | Complices                           | Matías                     | Caracol Televisión |
| 2008      | Tiempo final                        | Milton                     | Fox Channel        |
| 2008      | Aquí no hay quien viva              | Salbi Vallejo (1 episodio) | Canal RCN          |
| 2007-2008 | La novela del Cholito               | Juan Fernando Campos       | Ecuavisa           |
| 2006-2007 | En los tacones de Eva               | El mono Betancourt         | Canal RCN          |
| 2004      | Francisco el matemático             | Samuel                     | Canal RCN          |
| 2002      | La lectora                          | Richard                    | Canal RCN          |
| 2002      | Ecomoda                             | Freddy Stewart Contreras   | Canal RCN          |
| 1999-2001 | Yo soy Betty, la fea                | Freddy Stewart Contreras   | Canal RCN          |
| 1998-1999 | Perro amor                          | Mauro                      | Canal Uno          |
| 1996-1997 | tiempos dificiles                   | Carlos calderon            | Canal A            |

## Reality
| Año       | Título                              | Rol          | Canal     |
| --------- | ----------------------------------- | ------------ | --------- |
| 2023      | MasterChef Celebrity                | Participante | Canal RCN |
| 2022      | Dancing with the Stars (Costa Rica) | Invitado     | Teletica  |
| 2018      | Colombia ríe                        | Presentador  | Canal RCN |
| 2016-2017 | En las mañanas con Uno              | Presentador  | Canal 1   |
| 2004      | Protagonistas de novela 3           | Profesor     | Canal RCN |
| 2003      | Protagonistas de novela 2           | Profesor     | Canal RCN |
| 2002      | Protagonistas de novela             | Profesor     | Canal RCN |

## Cine
| Año  | Título                               | Personaje                   | Nota |
| ---- | ------------------------------------ | --------------------------- | ---- |
| 2020 | El baño                              | El mismo                    |      |
| 2020 | Chichipatos: !Que chimba de Navidad! | González                    |      |
| 2016 | Pa ¡Por mis hijos lo que sea! ....   | Enrique Obando              |      |
| 2009 | El man, el superhéroe nacional       | El Peluquero 'espectacular' |      |
| 2007 | La ministra inmoral                  | Hernando                    |      |
| 2007 | Muertos de susto                     | Alberto Machuca             |      |
| 2006 | Dios los junta y ellos se separan    |                             |      |
| 2005 | El trato                             | Ricardo                     |      |

## Teatro
- 2021 - Malas Hierbas[6]
- 2009 - Se necesita gente con deseos de progresar
- 2009 - Alicia en el país de las maravillas

## Premios Obtenidos
Premios TVyNovelas
- Mejor Actor Revelación - Yo soy Betty, la fea

Premios India Catalina
- Mejor Revelación -  Yo soy Betty, la fea

Premios Orquídea
- Mejor Actor de Reparto - Yo soy Betty, la fea

## Vida personal
Julio César contrajo matrimonio con Aída Bossa, que es cantante y actriz de televisión.